# 中國人民解放軍陸軍第二十八集團軍
陆军第二十八集團軍，是中国人民解放军陆军曾经的一个集团军。

## 历史沿革

### 华野十纵
1947年1月下旬，山东野战军和华中野战军统一整编，成立华东野战军。2月，渤海军区第7、第11师合编为华东野战军第十纵队。宋时轮任司令员，景晓村任政治委员，刘培善任副政治委员，赵俊任参谋长，萧望东任政治部主任。第7、第11师依次改称第28、第29师，同时组成纵队特务团，共1.6万余人。
纵队编成后，即参加莱芜战役，在锦阳关及其以北阻援，保证主力歼灭国军李仙洲集团，4月下旬，配合兄弟部队发起泰安战役，歼灭国军整编第72师主力，俘师长杨文泉以下1.1万余人。5月，参加孟良崮战役，于莱芜以北地区阻援，保证主力全滅国军整编第74师。6月底后，奉命参加外线出击，攻克津浦线之大万德、界首，接着在鲁西南地区进行了梁山阻击战，和华东野战军外线兵团各部一起，掩护晋冀鲁豫野战军主力进军大别山。9月至11月，参加沙土集战役和陇海路破击战。12月，刘培善任政治委员。
1948年1月，在成武、曹县地区进行新式整军运动。2月，改归晋冀鲁豫野战军指挥，越过陇海路，挺进豫皖苏边区作战。3月，攻占安徽省太和、涡阳等地。4月，进至平汉路南段作战，解放河南省汝南、驻马店、确山等城镇。5月，参加宛西战役，攻占河南省邓县，解放湖北省老河口，随后又参加宛东战役，歼国民党军4200余人。6月，华东野战军主力发起开封战役，该纵队奉命归建华东野战军，由平汉路东进至上蔡地区，参加阻击国军胡琏兵团，为开封战役的胜利作出了贡献。6月下旬起，参加睢杞战役，于杞县东南桃林岗，阻击5昼夜，予国军第5军以重创，保证野战军主力消滅区寿年兵团。
在此期间，吴肃任参谋长，萧望东任副政治委员兼政治部主任。9月，参加济南战役，和兄弟部队一起经8昼夜激战，攻占济南，十纵歼国军1万余人；第85团第5连战后被授予“济南连”荣誉称号。同年冬，参加淮海战役，先在徐州以东阻援，保证主力围歼黄百韬兵团，由于十纵不畏牺牲顽强作风，得到了“排炮不动，必是十纵”的美誉。

### 第二十八军
1949年1月，以第28、第29师各一部组建第30师。2月，根据中央军委关于统一全军编制及部队番号的命令，华东野战军第10纵队改称中国人民解放军第二十八军，朱绍清任军长，陈美藻任政治委员，萧锋任副军长，吴肃任参谋长，吴嘉民任政治部主任。第28、第29、第30师依次改称第82、第83、第84师，共3.4万余人，隶属第三野战军第10兵团。
1949年4～5月，参加渡江战役。1948年8月参加福州战役，1949年10月第28军发起金门战役，由于兵团、军指挥急躁，师指挥犹豫造成第二次国共内战以来解放军最大的失利之一。这次战役导致登上大金门的9,000余解放军全军覆没，这是解放军战史上仅有的一例。此后二十八军便留在福建参加剿匪。
1952年5月，第28军归福建军区领导。1960年改制为陆军第二十八军。1969年11月20日换防山西侯马，同时下属的陆军第八十四师被裁撤。
1985年军改后，被改制为陆军第二十八集团军。1989年六四事件前夕，陆军第二十八集团军奉命进入北京执行戒严任务，在木樨地与示威群众发生冲突。该集团军也是六四清场中解放军损失装备与人员最多的集团军，共损失76辆车辆，包括34辆装甲运兵车。事后，集团军经历了长达六个月的整顿，六四事件前夕任军长的何燕然少将被军法处置，政治委员张明春少将则被降级调任吉林省军区副政治委员，参谋长邱金凯大校则被降级调往贵州省军区。
1998年第28集团军撤消，所属步兵第82师改归第63集团军建制，第83师1999年改编为山西省陆军预备役第83师，坦克第七师转隶陆军第六十三集团军。

## 编制
1998年陆军第二十八集团军被裁撤前，编制如下：
- 军直属队
  - 工兵团
  - 通信团
- 步兵第八十二师
- 步兵第八十三师
- 摩托化步兵第二〇五师
- 坦克第七师
- 炮兵旅
- 高炮旅

## 历任主官

### 军长
- 朱绍清
- 段焕竞
- 陈宏
- 詹大南
- 康林
- 黄冠亭
- 牟汉光
- 张太恒
- 吕祥胜
- 何燕然
- 唐烈辉
- 高中兴
- 王良均
- 张晓剑

### 政治委员
- 陈美藻
- 张闯初
- 王直
- 徐光友
- 董立芳
- 李怀德
- 李进民
- 尹文声
- 张明春
- 郭为燊
- 高云江
- 孙堂